# 할리퀸박쥐
할리퀸박쥐(Scotomanes ornatus)는 애기박쥐과에 속하는 박쥐의 일종이다. 할리퀸박쥐속(Scotomanes)의 유일종이다. 중국과 인도, 라오스, 미얀마, 네팔, 태국, 그리고 베트남에서 발견된다.

## 특징
작은 박쥐로 몸통 길이가 64~85mm이고 전완장이 54~61mm, 꼬리 길이가 52~66mm이다. 발 길이는 12~15mm이고 귀 길이는 19~24mm, 몸무게는 최대 30g이다. 두개골은 튼튼하고 넓다. 등쪽 털은 불그스레한 갈색이지만 배쪽은 중간선을 따라 짙은 갈색이고 옆구리쪽을 따라 희끄무레하다. 목 아래에 검고 흰 목걸이 형태의 줄무늬가 있다. 흰 줄무늬는 등을 따라 가운데까지 이어지고 머리에 흰 반점이 있는 반면에 어깨 뒷쪽 각 날개 위에 다른 반점이 있다.

## 생태
땅 2~4m 위의 나무 가지에 은신을 한다. 표본 한 점은 동굴 안쪽에서 포획되었지만 나머지는 바나나 나무 잎 속에서 관찰되었다. 특정한 색깔 덕분에 열매와 잎 사이에서 위장을 하기가 쉽다. 아주 늦게 사냥을 시작하고 아주 높이 빨리 날 수 있다. 먹이는 곤충이다.

## 분포 및 서식지
네팔 동부부터 동쪽으로 중국 남동부까지 남쪽으로 베트남 중부 지역까지 아시아 남동부에 널리 분포한다. 깊은 습윤 계곡과 구릉 지대 숲에서 서식한다. 베트남에서 일차림과 이차림 열대 습윤 숲 속의 석회암 동굴에서 포획된다.

## 아종
3종의 아종이 알려져 있다.
- S. o. ornatus - 네팔 동부, 부탄 남부, 인도 시킴주 및 메갈라야주 중부와 서부
- S. o. imbrensis (Thomas , 1921) - 인도 메갈라야주 동부, 아루나찰프라데시주 남부, 나갈랜드주, 아쌈주, 마니푸르주, 미조람주, 트리푸라주, 서벨골 북동부, 방글라데시
- S. o. sinensis (Thomas, 1921) - 미얀마 북부와 북동부, 배국 북동부, 라오스, 베트남 북부와 중부, 중국 쓰촨성, 윈난성, 구이저우성, 안후이성, 푸젠성, 후난성, 광시 좡족 자치구, 광둥성, 하이난섬